# Sendagaya
Sendagaya est un quartier de Shibuya, un des 23 arrondissements spéciaux de Tokyo. Sendagaya se trouve entre Shinjuku, Shinjuku gyoen, Yoyogi, Shinanomachi, Jingumae, et Harajuku.
On trouve plusieurs bâtiments importants dans ce quartier :
- Stade national
- Gymnase métropolitain
- Théâtre national du nō
- Tour NTT DoCoMo Yoyogi
- Takashimaya Times Square
- le bureau du comité central du parti communiste du Japon

## Transport

### Rail
- JR East
  - La gare de Sendagaya est la principale gare, desservie par la ligne Chūō-Sōbu. Les gares de Yoyogi et Shinanomachi sont aux alentours.

- Toei
  - la station Kokuritsu-Kyōgijō sur la ligne Ōedo est en face de la gare de Sendagaya.

- Tokyo Métro
  - la station Kitasandō sur l'avenue Meiji est desservie par la ligne Fukutoshin.

Un peu plus loin à pied se trouvent les stations Gaienmae sur la ligne Ginza, Omotesandō sur les lignes Ginza, Chiyoda et Hanzōmon et Meiji-jingūmae sur les lignes Chiyoda et Fukutoshin.
Par ailleurs, la gare de Harajuku sur la ligne circulaire Yamanote est proche. 
Le quai royal, emprunté par la famille impériale japonaise à de rares occasions, est situé sur la ligne Yamanote, à quelques minutes à pied de la gare de Harajuku dans Sendagaya 3-chōme.